# Erdbeben-Inferno: Wenn die Welt untergeht
Erdbeben-Inferno: Wenn die Welt untergeht, auch bekannt als New York – Der jüngste Tag sowie Aftershock – Das große Beben, ist ein 1999 erschienener, vierstündiger Katastrophenfilm, der in den USA als TV-Zweiteiler auf CBS am 14. und 16. November 1999 erstmals ausgestrahlt wurde. Der Film wurde im Jahr 2000 auf VHS und 2001 auf DVD veröffentlicht. Die Geschichte basiert auf dem 1991 erschienenen Buch Aftershock des New Yorker TV-Nachrichtensprechers Chuck Scarborough und zeigt, was passieren könnte, wenn ein Erdbeben New York City erschüttert. Erzählt werden dabei die Geschichten von fünf Gruppen von Menschen, wie sie mit den Nachwirkungen eines Erdbebens umgehen.
Der Film wurde für einen Emmy für Spezialeffekte nominiert und unter Regie von Mikael Salomon gedreht, der bereits zweimal für den Oscar nominiert wurde (als Kameramann für  Abyss und  Backdraft). Obwohl Filmkritiker die gelungenen Spezialeffekte lobten, wurde der Film vor allem aufgrund des unglaubwürdigen Szenarios und der vorhersehbaren sowie realitätsfernen Handlung kritisiert.

## Handlung
Während Dori Thorell (Sharon Lawrence) und ihr 9 Jahre alter Sohn Danny Frühstück essen, ruft Sam Thorell während seiner Geschäftsreise an. Die Ballerina Diane Agostini (Jennifer Garner) ist am Telefon mit ihrem Vater, als plötzlich ein Standmixer von der Theke fällt. Ungeachtet dessen, beendet sie das Telefonat und eilt zu einer Ballettprobe am New York City Ballet. Die Anwältin Evie Lincoln (Lisa Nicole Carson) diskutiert mit ihrem Klienten Joshua Bingham (JR Bourne) über seinen Fall.
An diesem Abend verursachen kleinere Beben ein Gasleck in Dianes Wohnungskomplex. Obwohl der Strom im Gebäude noch intakt ist, sendet der Feuerwehrhauptmann Thomas Ahearn (Tom Skerritt) sein Team in den Komplex. Das Gebäude explodiert und tötet so mehrere Männer. Auf einer Party in der Gracie Mansion, dem Amtssitz des Bürgermeisters von New York City, beschwert sich Evies Großmutter Emily Lincoln (Cicely Tyson) über ihr verspätetes Erscheinen bei der Feier. Ihr Vater, Bürgermeister Bruce Lincoln (Charles S. Dutton), versucht mit Nachdruck, sie zu einem Vorstellungsgespräch bei einer großen Anwaltskanzlei zu überreden.
Am nächsten Tag bringt Ahearn seine Tochter Christine zur Highschool. Diese beklagt sich über die Kündigung ihres Vaters aus „Rache“ an Budgetproblemen bei seinem Arbeitgeber. Im Gerichtssaal wird Joshua von seiner Anklage wegen Mordes an seiner pflegebedürftigen Frau freigesprochen. Diane trifft sich unterdessen mit ihrem Vater, da sie sich finanzielle Unterstützung von ihm erhofft. Als sie das Mittagessen verlässt, setzt sie sich in das Taxi des russischen Immigranten Nikolai Karvoski (Fred Weller). Ein Erdbeben erschüttert die Stadt, sodass mehrere Gebäude einstürzen.
Nikolais Taxi wird dabei von fallendem Schutt zertrümmert und Nikolai muss mit Diane die Straße hinunter fliehen. Während der Flucht explodiert eine Gasleitung und der Bürgersteig wird in die Höhe gedrückt. Diane rettet Nikolais Leben, nachdem er gestürzt ist und Feuer gefangen hat. Im  U-Bahn-Tunnel entgleist der Zug, in dem sich Evie und Joshua befinden, nachdem der Tunnel eingestürzt ist. Als das Erdbeben aufhört, macht sich Diane, von Nikolai begleitet, auf den Weg zurück ins Restaurant, wo sie ihren Vater tödlich verletzt vorfindet. Dieser stirbt, nachdem er ihr mit seinen letzten Worten mitteilt, dass er stolz auf seine Tochter sei. In der U-Bahn möchte Joshua den schwer verletzten Fahrer zurücklassen und mit den Überlebenden den Tunnel verlassen. Doch bevor er Evie und die anderen überreden kann, den Zug zu verlassen, macht sich eine Person durch Hilferufe bemerkbar.
Hauptmann Ahearn kehrt zurück zu seiner Feuerwehrstation, die er teilweise eingestürzt vorfindet. Da das zentrale Leitsystem der Stadt zusammengebrochen ist, kontaktiert er Jillian Parnell (Erika Eleniak), eine Reporterin bei WCBS-TV, die gerade über der Stadt mit dem Helikopter fliegt, um auf dem neuesten Stand der Lage zu sein. Sowohl der Hauptsitz des New York City Police Department als auch das New-Yorker Rathaus sind eingestürzt, und Ahearn bittet Jillian ihn abzuholen. Als die verletzte Emily in der Kirche am Boden liegend aufwacht, sieht sie einen Teenager (Ray J), dem sie in der Vergangenheit seinen Job in der Kirche verschaffte und der sie gerade nach ihrer Brieftasche durchsucht. Als der Junge bemerkt, dass Emily noch lebt, versucht er, einen Ausweg aus der Kirche zu finden. Entgegen ihrem Protest bleibt Nikolai bei Diane, als sie versucht ihre Mutter zu finden, allerdings trennen sich ihre Wege letztendlich doch. Ahearn sieht, dass auch die Schule seiner Tochter eingestürzt ist, doch er setzt seinen Weg zum Central Park fort, wo in der Zwischenzeit ein temporäres Lager errichtet wird. Er findet den Bürgermeister und die beiden einigen sich, Ahearns Kündigung zu ignorieren sowie deren Differenzen beiseitezulegen, um den Bürgern der Stadt zu helfen. In der Zwischenzeit führt ein großes Leck im Kanalsystem dazu, dass Abwässer das U-Bahn-System überschwemmen.
Ahearn macht sich auf den Weg zur Schule seiner Tochter, nachdem er erfahren hat, dass es Überlebende gibt. Christine ist eine der Überlebenden, doch sie stirbt durch ein Nachbeben, bevor sie befreit werden kann. In der Kirche erfährt Emily, dass der Junge, der sie bestehlen wollte, nie einen echten Namen bekam, sondern nur einen Straßennamen hat. Sie bitten ihn, den Namen ihres Sohnes, Clayton, anzunehmen, der noch als Baby verstarb. Kurz darauf gelingt es dem Jungen, durch ein Loch in der Decke der Kirche zu entkommen und Hilfe zu holen. Dori kommt bei Dannys Schule an, wo sie erfährt, dass er im obersten Stockwerk festsitzt und alle bisherigen Rettungsversuche erfolglos blieben. Auch Sam kommt bei der Schule an, als Dori gerade versucht, das Gebäude mit Hilfe eines Kabels zu erklettern, um ihren Sohn zu retten. Diane erwischt Plünderer im Apartment ihrer Mutter, doch Nikolai kommt vorbei, verscheucht die Räuber und findet eine Nachricht von Dianes Mutter, dass sie zu einer Freundin gegangen ist. Der Bürgermeister trifft beim Spital ein und erfährt, dass seine Mutter im Zuge des Erdbebens ums Leben kam. Er bedankt sich bei Clayton für die Versuche, seine Mutter zu retten, und bittet Ahearn, dem Jungen zu helfen, der sie auch retten wollte und nun entmutigt ist.
In der U-Bahn trennen sich Joshua, Evie und ein weiterer Überlebender, Allen (Roger R. Cross), von den anderen und finden letztendlich eine Leiter in die Freiheit. Joshua klettert, gefolgt von Evie, als Erster hinauf. Doch als Allen auch hinaufklettert, bricht Joshua die Leiter. Er bestätigt Evies immer stärker werdenden Verdacht, dass er seine Frau doch ermordete, und attackiert sie. Als er jemanden herbeilaufen hört, versucht Joshua, mit Hilfe einer weiteren Leiter zu entkommen. Ein Nachbeben erschüttert jedoch erneut die Stadt und die Leiter bricht, was zum Tod Joshuas führt. Evie leitet die eingetroffenen Helfer in die Richtung der anderen auf Rettung wartenden Überlebenden. Dori erklettert erfolgreich das Schulgebäude ihres Sohnes, wo dieser in die Arme seiner Mutter vom Gebäude aus springen muss. Plötzlich reißt das Kabel, aber die beiden landen sicher auf einer aufblasbaren Rettungsmatte, wo sie mit Sam wiedervereint sind.
Am Ende des Films wird New York ein Jahr nach dem Beben gezeigt, wo die Wiederaufbauarbeiten noch immer im Gange sind. Bürgermeister Lincoln und Ahearn sind in der Zwischenzeit Freunde geworden; Dori und Sam werden gezeigt, wie sie Danny das Klettern beibringen; und Diane ist eine erfolgreiche Ballerina und mit Nikolai verheiratet.

## Kritik
Das Lexikon des internationalen Films befand, der Zweiteiler sei eine „aufwendige, aber konventionelle Fernsehproduktion“.